# 中園健司
中園 健司（なかぞの けんじ、1952年10月27日 - 2013年10月6日）は日本の脚本家。

## 人物
福岡県久留米市生まれ。福岡県立三潴高等学校・西南学院大学商学部卒業。高校、大学と演劇部に所属。高校の時に映画『若者たち』を観て感動し、その時、監督でも役者でもなく、山内久という脚本家に興味を抱く。大学の演劇部時代に、アクセント辞典に書かれていた日本三大アクセント無視地帯に、地元の久留米が含まれていてショックを受ける。
卒業後、福岡での劇団主宰を経て25歳で上京。夕刊紙を新宿駅の売店に数カ所配るバイトや、アルバイト情報の雑誌を配るバイトをする。映画三昧、読書三昧の生活をおくるなか、脚本家中島丈博の自伝的映画『祭りの準備』を見てシナリオ作家への道を決意。1988年、第2回TBS新鋭シナリオ大賞『消えた箱船』で脚本家デビュー。ちなみに、同年の第2回フジテレビヤングシナリオ大賞は、当時25歳のフリーターだった野島伸司の『時には母のない子のように』である。
これまでに『サラリーマン金太郎』（TBS）、『ベストパートナー』（同）など多数のドラマを書く。2005年には、NHK福岡放送局制作の地域発ドラマ『いつか逢う街』を担当。福岡県飯塚市の嘉穂劇場を舞台に、親子の絆（きずな）を描く。NHKでは他に『楽園のつくりかた』（文化庁芸術祭優秀賞）、『ルームシェアの女』を担当。また『ジャッジ 〜島の裁判官奮闘記〜』（2007年）は、裁判官を初めて主人公としたドラマとして注目され、2008年に続編の『ジャッジII』が制作された。松本清張生誕100年の2009年には映画『ゼロの焦点』（東宝）、TV『顔』（NHK）、翌2010年に『霧の旗』（NTV）と清張原作を立て続けに手掛ける。
2013年10月6日、食道癌のため死去。60歳没。

## 連続ドラマ
- 家庭の問題（1987年10月 - 1989年9月、TBS）
- 誘惑（1990年4月 - 6月、TBS）
- 誘惑の夏（1993年6月 - 9月、東海テレビ）
- 愛の天使（1994年7月 - 9月、東海テレビ）
- 東芝日曜劇場 ベストパートナー（1997年10月 - 12月、TBS）
- サラリーマン金太郎シリーズ（1～4）（1999年、2000年、2002年、2004年、TBS）
- 東芝日曜劇場 ザ・ドクター（1999年7月 - 9月、TBS）
- ルームシェアの女（2005年1月 - 2月、NHK）
- ジャッジ 〜島の裁判官奮闘記〜（2007年10月 - 11月、NHK）
- ジャッジII 〜島の裁判官奮闘記〜（2008年10月 - 11月、NHK）
- 最上の命医（2011年1月 - 3月、テレビ東京）

## 単発ドラマ
- 消えた箱船（1988年8月、TBS）
- 世にも奇妙な物語『受験生』（1991年3月、フジテレビ）
- 世にも奇妙な物語『不眠症』（1991年5月、フジテレビ）
- ポールニザンを残して（1991年6月、関西テレビ）
- 世にも奇妙な物語『ビデオドラッグ』（1991年9月、フジテレビ）
- 遠い記憶　岩手盛岡風ひかる里（1992年6月、関西テレビ）
- 遠い歌声（1993年3月、関西テレビ）
- 京都殺人まんだら（1996年4月、関西テレビ）
- 十字路（1998年9月、ABCテレビ）
- 運命の日～ラッシュアワーの悪夢～（2001年6月、東海テレビ）
- お父さんのロックンロール（2002年6月、東海テレビ）
- 花の罠-奈良･大和路殺人事件 - 女と愛とミステリー（2003年3月、テレビ東京）
- 楽園のつくりかた（2003年11月、NHK）
- いつか逢う街（2005年12月、NHK）
- 顔（2009年12月、NHK）
- 松本清張ドラマスペシャル・霧の旗（2010年3月、日本テレビ）
- アナザーフェイス〜刑事総務課・大友鉄〜（2012年5月、朝日放送）
- 特集ドラマ『東京が戦場になった日』 - 遺作（2014年3月、NHK）

## 映画
- サラリーマン金太郎（1999年、東宝）
- ゼロの焦点（2009年、東宝）

## 著作物
- 『脚本家 - ドラマを書くという仕事』（西日本新聞社）